# Vincenzo Cimatti
Vincenzo Cimatti nace en Faenza (Italia) el 15 de julio de 1879. A los 3 años es huérfano de padre.
Algunos días después es llevado por su madre a la iglesia parroquial donde predicaba Don Bosco. "Vicente, mira, mira Don Bosco". Y lo levanta por encima de la cabeza de todos.

## Biografía
Salesiano a los 17 años, sacerdote a los 24, Vicenzo acumula títulos de estudios: diploma de composición por el Conservatorio de Parma, licenciatura en Agricultura, Filosofía y Pedagogía en Turín. Durante 20 años es compositor y profesor muy brillante en el Colegio de Valsalice.
Pero su gran sueño fue siempre ir a las misiones. Esta "gracia", fue pedida por él con mucha insistencia ("Búsqueme un lugar en la misión más pobre, más trabajosa, más abandonada. En las comunidades no me encuentro"), le fue concedida cuando tenía 46 años. Don Rinaldi lo envió como responsable a fundar la obra salesiana en Japón. Trabaja durante 40 años.
Conquista el corazón de los japoneses con su firmeza y su bondad. En la evangelización se sirve mucho de la música. En ocasión del 2600º Aniversario del Imperio Japonés, fue invitado a componer una sonata para ser transmitida por la radio. Al día siguiente, el periódico más autorizado del Japón juzgó la composición "más japonesa que las mismas japonesas".
Director de la primera Casa salesiana en Miyazaki, llega a ser, 3 años más tarde, Superior de la naciente Visitaduría. En 1935 fue nombrado Prefecto Apostólico.
Los difíciles años de la guerra, marcados por innumerables sacrificios, los vivió en una parroquia de Tokio. En 1949, liberado de su responsabilidad de Inspector, continuó su trabajo como Director del Estudiantado filosófico y teológico de Chofu.
Muere, como patriarca, el 6 de octubre de 1965. Sus restos -exhumados en 1977 y encontrados perfectamente intactos- reposan ahora en la cripta de Chofu.
La familia de Don Cimatti fue una familia de santos. De los 3 hijos que vivieron uno es Venerable (él, Vicente); otra fue beatificada el 12 de mayo de 1996 (la hermana sor Mª Rafaela, de las Congregación de las Religiosas Hospitalarias de la Misericordia); el tercero (Luis, salesiano y misionero coadjutor en América Latina) murió en olor de santidad.
- Datos: Q328546
- Multimedia: Vincenzo Cimatti / Q328546